# Melipotis perpendicularis
Melipotis perpendicularis là một loài bướm đêm trong họ Erebidae.